# Ailly-sur-Somme
Ailly-sur-Somme är en kommun i departementet Somme i regionen Hauts-de-France i norra Frankrike. Kommunen ligger i kantonen Picquigny som tillhör arrondissementet Amiens. År 2022 hade Ailly-sur-Somme 2 973 invånare.

## Befolkningsutveckling
Antalet invånare i kommunen Ailly-sur-Somme
| Referens: INSEE |